# Epeios (Sohn des Panopeus)

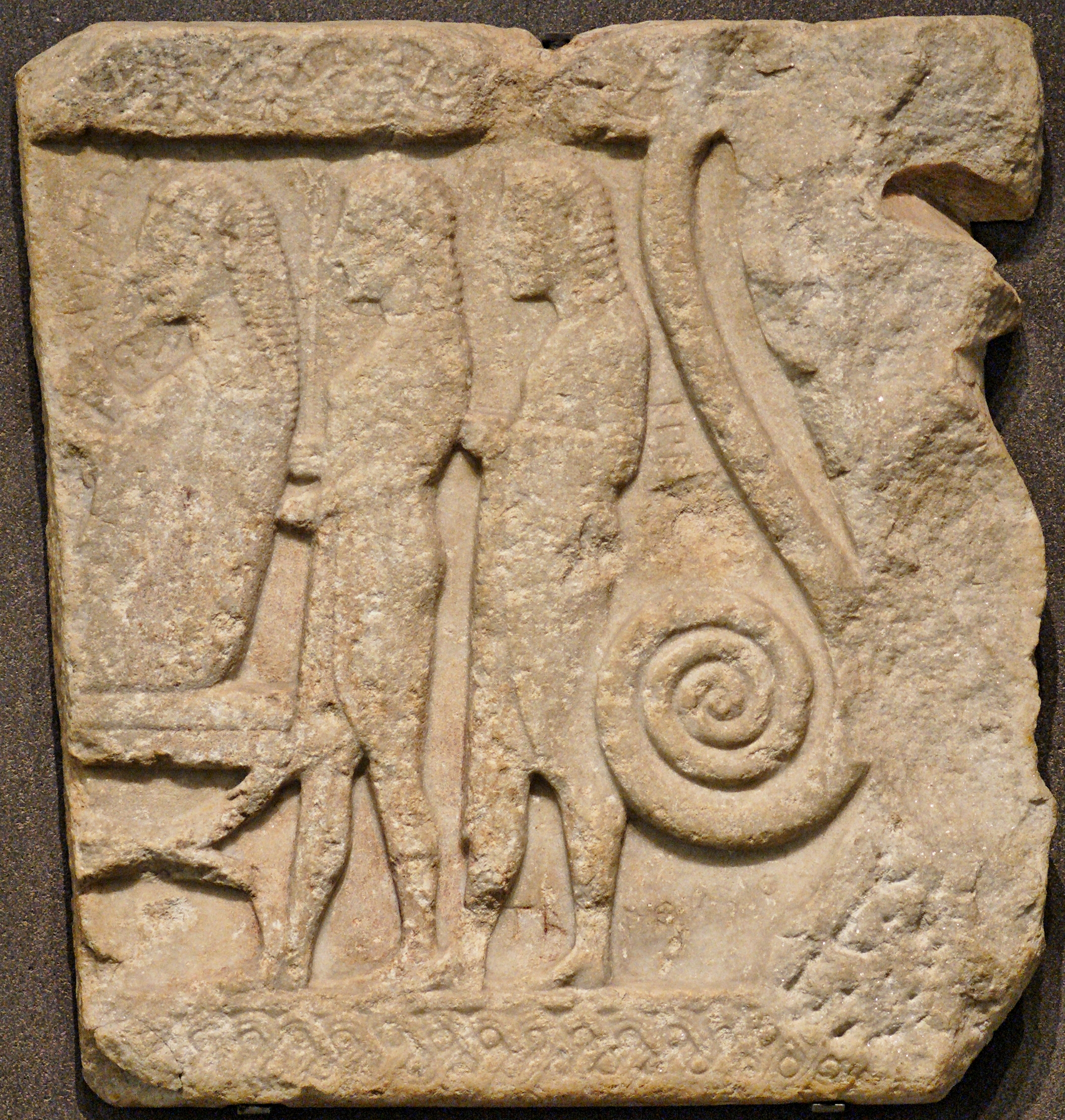
Agamemnon, Talthybios und Epeios auf einem samothrakischen Relief, um 560 v. Chr.

Epeios (altgriechisch Ἐπειός Epeiós) ist in der griechischen Mythologie der Sohn des Panopeus und der Erbauer des Trojanischen Pferdes.
In Homers Ilias erscheint er bei den Leichenspielen des Patroklos als Sieger im Faustkampf gegen Euryalos und Gewinner eines Maulesels sowie als erfolgloser Werfer der Eisenkugel des Eetion, wofür er ausgelacht wird. Beim Chorlyriker Stesichoros ist er einer der Wasserträger der Atriden.
In der Odyssee erscheint ihm im Traum die Göttin Pallas Athene und trägt ihm auf, das Trojanische Pferd zu bauen, wobei sie selbst ihren Beistand zur schnelleren Vollendung des Werkes verspricht. Mit Athenes Hilfe und der Unterstützung der Atriden schaffte er es, sein Werk innerhalb von drei Tagen zu vollenden. Laut Vergil gehörte er zu den Griechen, die in das Pferd stiegen.
Laut späteren Sagenfassungen soll Epeios nach dem Trojanischen Krieg nach Italien gezogen sein und dort Pisa und Metapont gegründet haben.